# La caza (pel·lícula)
La caza és una pel·lícula espanyola dirigida per Carlos Saura, amb guió escrit per ell mateix i Angelino Fons. Després d'aquesta pel·lícula, Saura va començar a ser considerat com un dels directors més importants del cinema espanyol.

## Argument
José, Paco i Luis, tres homes de mitjana edat, que van combatre en el bàndol "nacional" durant la Guerra Civil Espanyola, es reuneixen en un poble de Castella, per caçar conills. El lloc de la caça coincideix amb un antic camp de batalla en què tots tres van combatre. José té deutes a causa d'un recent divorci, i viu, lluny de la primera esposa, amb una dona més jove. El seu principal objectiu en la trobada és aconseguir un préstec de Paco, un home de negocis astut, també desgraciat en l'amor i la recerca de les dones més joves. José ve acompanyat de Luis, treballador de la seva fàbrica. Luis és un individu feble, trist, un alcohòlic addicte al vi, les dones i la ciència-ficció en lloc de la convivència social o de companyonia masculina. Un quart membre, Enrique, un adolescent parent de Paco, s'uneix al grup només amb la intenció de caçar conills.
Reunits al bar del poble, Juan i la seva neboda Carmen, preparen diverses fures, i també les armes que els recorden la Guerra Civil i l'emoció de la caça dels homes en lloc d'animals. Després d'uns glops, José demana el préstec a Paco. Paco, que ja ho temia, s'hi nega, però li ofereix una feina.
Durant la cacera, els homes maten uns quants conills. Els caçadors comencen a discutir entre ells. Luis es torna boig i arriba a practicar el tir amb un maniquí, a més provoca un incendi que es fa molt gran. A prop del final de la pel·lícula, Paco mata una fura. Ell afirma que l'arma se li ha disparat accidentalment, però José creu que ho fet expressament. La violència puja d'intensitat i el ritme dels trets s'aviva. L'odi latent i les frustracions dels tres homes s'activen quan Paco rep un tret de José i cau, ferit de mort, en un rierol. Luis, enfurismat, tracta de matar José atropellant-lo amb el Land Rover. Com que no ho aconsegueix, li dispara, però Luis aconsegueix matar José abans de caure mort ell mateix. Enric, il·lès, es queda sol enmig d'aquesta tragèdia, tractant de comprendre el comportament inexplicable dels tres companys de guerra. La pel·lícula acaba amb una imatge congelada mentre desapareix la carnisseria.

## Producció
Quan Saura buscava localitzacions per a la pel·lícula Llanto por un bandido havia observat uns paratges desèrtics que li havien cridat l'atenció. Llavors decidí escriure una història on aquest lloc tingués importància i se li ocorregué una cacera de conills. Després d'escriure el guió va anar a veure entre deu i dotze productores que no acceptaren el seu projecte, fins que va trobar Elías Querejeta, que invertí la meitat del pressupost. L'altra meitat la posà Saura després de demanar-li els diners al seu pare.
El rodatge es va dur a terme durant quatre setmanes el mes d'agost de 1964 i els actors van tenir moltes dificultats causa de les altes temperatures.

## Actors
- Ismael Merlo: José
- Alfredo Mayo: Paco
- José María Prada: Luis
- Emilio Gutiérrez Caba: Enrique
- Fernando Sánchez Polack: Juan
- Violeta García: Carmen
- María Sánchez Aroca: la mare de Juan

## Èxit
Amb aquesta pel·lícula Saura aconseguí un Os de Plata al millor director i fou molt valorada a l'estranger. Tant la nouvelle vague francesa, el free cinema britànic i els inicis del cinema independent nord-americà van comparar La caza amb les avantguardes del moment que no es trobaven davant una censura franquista imprevisible, exigent i arbitrària.
A més va influir en altres directors, com Sam Peckinpah, que va declarar que La caza havia canviat realment la seva vida.
Alguns crítics espanyols contemporanis van qualificar la pel·lícula com a "merda". L'actuació d'Alfredo Mayo va ser valorada com la millor de la seva carrera.

## Premis i nominacions

### Premis
- 1966. Os de Plata a la millor direcció per Carlos Saura

### Nominacions
- 1966. Os d'Or